# Linda Thomas-Greenfield
Linda Thomas-Greenfield (nascida em 22 de novembro de 1952) é uma diplomata americana atualmente servindo como Embaixadora dos Estados Unidos nas Nações Unidas. Ela também serviu como Secretária de Estado Adjunta para os Assuntos Africanos no Departamento de Estado de 2013 a 2017. Após seu trabalho como diplomata, Thomas- Greenfield tornou-se vice-presidente sênior do Albright Stonebridge Group em Washington, DC.
O presidente eleito Joe Biden anunciou sua intenção de indicá-la como a próxima Embaixadora nas Nações Unidas. Ela foi confirmada pelo Senado por 78-20 em 23 de fevereiro de 2021 e tomou posse no dia seguinte.

## Infância e Educação
Thomas-Greenfield nasceu em Baker, Louisiana . Ela formou-se como bacharel em artes no ano de 1974 pela Louisiana State University. Em 1975, obteve o título de mestre em administração pública pela University of Wisconsin – Madison.

## Carreira
Thomas-Greenfield ensinou ciência política na Bucknell University antes de ingressar no Serviço de Relações Exteriores em 1982.
Ela serviu como subsecretária adjunta, do Escritório de População, Refugiados e Migração (2004–2006), Embaixadora na Libéria (2008–2012), Diretora Geral dos Serviços de Relações Exteriores e Diretora de Recursos Humanos (2012–2013). Além disso, Thomas-Greenfield ocupou cargos estrangeiros na Suíça (na Missão dos Estados Unidos nas Nações Unidas ), Paquistão, Quênia, Gâmbia, Nigéria e Jamaica.
De 2013 a 2017, atuou como Secretária de Estado Adjunta para os Assuntos Africanos no Departamento de Assuntos Africanos do Departamento de Estado dos Estados Unidos.
Em 2017, ela foi demitida pelo governo Trump como parte de um "expurgo de altos funcionários do Departamento de Estado e profissionais de carreira durante quase quatro anos".
Em novembro de 2020, Thomas-Greenfield foi nomeada membro voluntário da Equipe de Revisão da Agência de Transição Presidencial Joe Biden, para apoiar os esforços de transição relacionados ao Departamento de Estado dos Estados Unidos. Naquele mês, Biden disse que iria escolhê-la para liderar a Missão dos EUA nas Nações Unidas e incluí-la em seu gabinete e no Conselho de Segurança Nacional.
Em novembro de 2020, Thomas-Greenfield encontra-se de licença da posição de vice-presidente sênior no Albright Stonebridge Group.